# 克拉斯诺乌菲姆斯克区
克拉斯诺乌菲姆斯克区（羅馬化：Krasnoufimskiy rayon）是俄罗斯斯维尔德洛夫斯克州的一个区，行政中心为克拉斯诺乌菲姆斯克。该区2021年人口有25,021人；2010年人口28,077；2002年人口31,581；1989年人口36,286。